# Paul Louis Abel
Paul Louis Abel (* 23. November 1926 in Clarksdale, Mississippi, Vereinigte Staaten; † 12. Januar 2016 in Baton Rouge, Louisiana, Vereinigte Staaten) war ein US-amerikanischer Trompeter, Komponist, Dirigent und Musikpädagoge.

## Leben
Paul Louis Abel studierte an der Eastman School of Music. Zu seinen Lehrern zählten John La Montaine und Allen Irvine McHose 1948 wurde er zum Bachelor of Music und 1950 zum Master of Music graduiert. 1950 bis 1954 unterrichtete er an der University of Montana-Missoula. Von 1954 bis 1987 unterrichtete er an der Louisiana State University in Baton Rouge Musiktheorie, Orchestrierung, Komposition und Trompete. Er war vierzehn Jahre erster Trompeter im Baton Rouge Symphony. 1984 erkrankte er jedoch an Bell’scher Parese, der idiopathischen Fazialislähmung. In Folge musste er seine Karriere als Trompeter beenden. Er arbeitete weiter als Dirigent und Komponist. Er schrieb eine große Anzahl kirchenmusikalische Werke und Arrangements für Chor, die er auch selbst bei Aufführungen leitete. Unter anderem leitete er mehrere Aufführungen des Messiah von Georg Friedrich Händel. Während seiner Zeit an der LSU schrieb er Werke für das Timm Woodwind Quintet und des University Brass Ensemble. Beide Ensembles bestanden aus Mitgliedern der School of Music der LSU.

## Werke (Auswahl)
- Vignette for Orchestra. Das Werk entstand während seines Studiums an der  Eastman School of Music. Es wurde 1962 mit dem Edward Benjamin Prize ausgezeichnet. Eingespielt vom Rochester Philharmonic Orchestra.
- Sonata in stilo antico. I Prelude II Allemande III Sarabande IV Gigue. Das Werk komponierte er während des Studiums an der Eastman School of Music. Das Werk wurde von Jason Onks und Jeff Lewis eingespielt.
- Cyrano de Bergerac, Symphonic Poem [Sinfonisches Gedicht] für Band, 1954
- Mass in honour of St. Louis, King of France [Messe zu Ehren des heiligen Ludwig, König von Frankreich] für Chor und Orgel, 1959
- Symphony für fünf Blasinstrumente, 1970, eingespielt von Timm Woodwind Quintet: Jeanne Timm, Flöte; Earnest Harrison, Oboe;  Paul Dirksmeyer, Klarinette;  John Patterson, Fagott; Richard Norem, Horn.
- Fantasia on Gregorian themes, 1973. I. Asperges me II. Misa de Angelis III. Dies irae IV. In paradisum. Komponiert für das Sinfonieorchester der LSU. Eingespielt vom LSU Symphony Orchestra unter der Leitung von Paul Louis Abel.
- Gloria, sing praise to God für Chor a cappella, Uraufführung in Baton Rouge am 2. Dezember 1973
- Misa brevis pro defunctis [Requiem] für Chor und Orchester, 1979 Komponiert für die Baton Rouge Choral Society und unter der Leitung von Victor Klimash (* 1943) uraufgeführt.
- Proclamation & Conservation, 1980. Eingespielt vom LSU Brass Ensemble: James West und Paul Louis Abel, Trompete; Richard Norem, Horn; Larry Campbell, Posaune; Frank Chemay, Tuba.
- Rhapsodie für Cello und Klavier, dem Cellisten Thaddeus Brys (1929–2007) gewidmet